# Åby/Tjureda IF
Åby/Tjureda IF är en bandyklubb i Småland med ca 1200 medlemmar och 300 medlemmar i supporterklubben. A-laget spelar sina matcher i Bandyallsvenskan, i den prisbelönta bandyhallen Eriksson Arena byggd 2019 i Åby. Hallen kostade 43 Mkr att bygga, varav 38,7 Mkr i lån från Växjö kommun.
Åby/Tjureda IF har sin verksamhet inom Smålands bandyförbunds distrikt.
Hedersordförande sedan 2019 är Owe Svensson, som var ordförande för föreningen i 53 år och även ordförande för Svenska Bandyförbundet 1997–1999. Johan Sigvardsson valdes till ny ordförande 18 juni 2019.
Den 16 februari 2019 blev Åby/Tjureda klara för elitserien i bandy för säsongen 2019/2020 genom att IFK Rättvik besegrade AIK med 5-4.
Åby slutade säsongen 2019/20 sist i elitserien. Laget åkte därför ur tillbaka till bandyallsvenskan.